# Energetik Mary
Energetik futbol kluby Mary är en turkmensk fotbollsklubb baserad i Mary. Klubben spelar i Turkmenistans högstaliga, Ýokary Liga. Klubben grundades 2010 som Kuwwat FK  och ombildad 2015. Klubbens hemmastadion är Sport desgasi stadion i Baýramaly. 

## Meriter
- Ýokary Liga[1]
  - Klubben var mästare (0):
  - Silver:
  - Brons: 2016, 2018

- Turkmenistanska cupen[2]
  - Vinnare:
  - Finalist: 2018

- Turkmenistanska supercupen
  - Vinnare:
  - Tvåa:

## Placering tidigare säsonger
under namnet Energetik futbol kluby Mary
| Säsong | Nivå | Liga        | Placering | Referens      | Notering |
| ------ | ---- | ----------- | --------- | ------------- | -------- |
| 2015   | 1    | Ýokary Liga | 9         | [ 3 ] [ 4 ]   |          |
| 2016   | 1    | Ýokary Liga | 3         | [ 5 ]         |          |
| 2017   | 1    | Ýokary Liga | 6         | [ 6 ]         |          |
| 2018   | 1    | Ýokary Liga | 3         | [ 7 ]         |          |
| 2019   | 1    | Ýokary Liga | 5         | [ 8 ]         |          |
| 2020   | 1    | Ýokary Liga | 8         | [ 9 ]         |          |
| 2021   | 1    | Ýokary Liga | 8         | [ 10 ] [ 11 ] |          |
| 2022   | 1    | Ýokary Liga | 8         | [ 12 ]        |          |
| 2023   | 1    | Ýokary Liga | 7         | [ 13 ]        |          |
| 2024   | 1    | Ýokary Liga |           | [ 14 ]        |          |